# Randers Football Club
Maillots
Le Randers FC est un club de football danois basé à Randers.

## Historique
- 1898 : fondation du club sous le nom de Randers Freja FC
- 1967 : 1re participation à une Coupe d'Europe (C1, saison 1967/68)
- 2002 : fusion avec Dronningborg BK, Hornbæk SF, Kristrup BK, Randers KFUM et Vorup FB en Randers FC

## Bilan sportif

### Palmarès
| Compétitions nationales | Compétitions internationales              |
| - Championnat du Danemark de D2 - Vice-champions (3) : 2004, 2006, 2013 - Coupe du Danemark - Vainqueur (5) : 1967, 1968, 1973, 2006, 2021 - Finaliste (1) : 2013 | - Prix du fair play UEFA (2) : 2009, 2010 |

### Bilan saison par saison
| Saison    | Championnat | Championnat | Coupe du Danemark | Coupes d'Europe | Coupes d'Europe |
| Saison    | Div.        | Pos.        | Coupe du Danemark | Compét.         | Tour            |
| --------- | ----------- | ----------- | ----------------- | --------------- | --------------- |
| 2002-2003 | D2          | 4e          | 4e tour           | -               | -               |
| 2003-2004 | D2          | 2e          | 4e tour           | -               | -               |
| 2004-2005 | D1          | 12e         | 4e tour           | -               | -               |
| 2005-2006 | D2          | 2e          | Vainqueur         | -               | -               |
| 2006-2007 | D1          | 8e          | 1/4 de f.         | C3              | 1er tour        |
| 2007-2008 | D1          | 6e          | 1/4 de f.         | -               | -               |
| 2008-2009 | D1          | 5e          | 4e tour           | -               | -               |
| 2009-2010 | D1          | 10e         | 4e tour           | C3              | 3e tour prél.   |
| 2010-2011 | D1          | 11e         | 1/2 f.            | C3              | 3e tour prél.   |
| 2011-2012 | D2          | 2e          | 3e tour           | -               | -               |
| 2012-2013 | D1          | 3e          | Finaliste         | -               | -               |
| 2013-2014 | D1          | 7e          | 3e tour           | C3              | 1er tour prél.  |
| 2014-2015 | D1          | 4e          | 1/4 de f.         | -               | -               |
| 2015-2016 | D1          | 6e          | 1/4 de f.         | C3              | 2e tour prél.   |
| 2016-2017 | D1          | 7e          | 1/4 de f.         | -               | -               |
| 2017-2018 | D1          | 13e         | 1/4 de f.         | -               | -               |
| 2018-2019 | D1          | 8e          | 3e tour           | -               | -               |
| 2019-2020 | D1          | 7e          |                   | -               | -               |
| 2020-2021 | D1          | 6e          |                   | -               | -               |
| 2021-2022 | D1          | 6e          |                   | -               | -               |
| 2022-2023 | D1          | 6e          |                   | -               | -               |
| 2023-2024 | D1          | 7e          |                   | -               | -               |

### Bilan européen
Note : dans les résultats ci-dessous, le score du club est toujours donné en premier.
| Saison    | Compétition             | Tour             | Club               | Domicile | Extérieur | Total    |
| --------- | ----------------------- | ---------------- | ------------------ | -------- | --------- | -------- |
| 2006-2007 | Coupe UEFA              | Premier tour Q   | ÍA Akranes         | 1 - 0    | 1 - 2     | 2E - 2   |
| 2006-2007 | Coupe UEFA              | Deuxième tour Q  | FBK Kaunas         | 3 - 1    | 0 - 1     | 3 - 2    |
| 2006-2007 | Coupe UEFA              | Premier tour     | Fenerbahçe SK      | 0 - 3    | 1 - 2     | 1 - 5    |
| 2009-2010 | Ligue Europa            | Premier tour Q   | Linfield FC        | 4 - 0    | 3 - 0     | 7 - 0    |
| 2009-2010 | Ligue Europa            | Deuxième tour Q  | Sūduva Marijampolė | 1 - 1    | 1 - 0     | 2 - 1    |
| 2009-2010 | Ligue Europa            | Troisième tour Q | Hambourg SV        | 0 - 4    | 1 - 0     | 1 - 4    |
| 2010-2011 | Ligue Europa            | Premier tour Q   | F91 Dudelange      | 6 - 1    | 1 - 2     | 7 - 3    |
| 2010-2011 | Ligue Europa            | Deuxième tour Q  | ND Gorica          | 1 - 1    | 3 - 0     | 4 - 1    |
| 2010-2011 | Ligue Europa            | Troisième tour Q | FC Lausanne-Sport  | 2 - 3    | 1 - 1     | 3 - 4    |
| 2013-2014 | Ligue Europa            | Troisième tour Q | Rubin Kazan        | 1 - 2    | 0 - 2     | 1 - 4    |
| 2015-2016 | Ligue Europa            | Premier tour Q   | UE Sant Julià      | 3 - 0    | 1 - 0     | 4 - 0    |
| 2015-2016 | Ligue Europa            | Deuxième tour Q  | IF Elfsborg        | 0 - 0    | 0 - 1     | 0 - 1    |
| 2021-2022 | Ligue Europa            | Barrages Q       | Galatasaray SK     | 1 - 1    | 1 - 2     | 2 - 3    |
| 2021-2022 | Ligue Europa Conférence | Groupe D         | AZ Alkmaar         | 2 - 2    | 0 - 1     | Deuxième |
| 2021-2022 | Ligue Europa Conférence | Groupe D         | CFR Cluj           | 2 - 1    | 1 - 1     | Deuxième |
| 2021-2022 | Ligue Europa Conférence | Groupe D         | FK Jablonec        | 2 - 2    | 2 - 2     | Deuxième |
| 2021-2022 | Ligue Europa Conférence | Barrages         | Leicester City     | 1 - 3    | 1 - 4     | 2 - 7    |

Légende
- Victoire ou qualification pour le tour suivant
- Match nul
- Défaite ou élimination de la compétition

## Joueurs et personnalités du club

### Entraîneurs
Le tableau suivant présente la liste des entraîneurs du club depuis 2003.
| Rang | Nom        | Période   |
| ---- | ---------- | --------- |
| 1    | Lars Olsen | 2003-2007 |
| 2    | Colin Todd | 2007-2009 |

| Rang | Nom             | Période   |
| ---- | --------------- | --------- |
| 3    | John Jensen     | 2009      |
| 4    | Ove Christensen | 2009-2011 |

| Rang | Nom                     | Période   |
| ---- | ----------------------- | --------- |
| 5    | Peter Elstrup (intérim) | 2011      |
| 6    | Michael Hemmingsen      | 2011-2012 |

| Rang | Nom                 | Période   |
| ---- | ------------------- | --------- |
| 7    | Colin Todd          | 2012-2016 |
| 8    | Ólafur Kristjánsson | 2016-2017 |

### Joueurs emblématiques
- Nicolai Brock-Madsen
- Lars Elstrup
- Marcus Mølvadgaard
- Marc Nygaard
- David Ousted
- Mikkel Rask
- Per Røntved
- Ronnie Schwartz
- Chris Sørensen
- Kevin Stuhr Ellegaard
- Stig Tøfting
- Atli Gregersen
- Teddy Bjarnason
- Steven Pressley
- Bédi Buval
- Robert Arzumanyan
- Yura Movsisyan
- Moussa Maazou
- Adama Tamboura
- Djiby Fall
- Ousmane Sarr
- Issah Ahmed
- Charlie Davies